# Солнцев (Курская область)
Солнцев — упразднённый в 1967 году хутор в Солнцевском районе Курской области России. Входил в состав Ивановского сельсовета. Объединён с деревней 2-я Екатериновка. Ныне улица Полевая в восточной части деревни.

## Название
На карте Шуберта,  Стрельбицкого середины XIX века обозначен как Солнцева.

## География
Хутор на год упразднения находился на юго-востоке центральной части Курской области, в лесостепной зоне, на правом берегу реки Ивицы, к северу от деревни 2-я Екатериновка,  на расстоянии примерно 5 километров (по прямой) к юго-западу от Солнцева, административного центра района.  

### Климат
Климат характеризуется как умеренно континентальный. Среднегодовая температура составляет 5,3 °C. Средняя температура воздуха самого тёплого месяца (июля) — 19,4 °C (абсолютный максимум — 40 °C); самого холодного (января) — −9 °C (абсолютный минимум — −35 °C). Безморозный период длится около 150 дней в году. Среднегодовое количество атмосферных осадков составляет 530 мм, из которых около 300 мм выпадает в период с апреля по октябрь. Снежный покров образуется в первой декаде декабря и держится в течение 110—120 дней.

## История
В августе 1967 года деревня 2-я Екатериновка и хутор Солнцев Ивановского сельсовета объединены в деревню 2-я Екатериновка.

## Инфраструктура
Личное подсобное хозяйство с зоной сельскохозяйственного использования, индивидуальная застройка усадебного типа.

## Транспорт
Хутор был доступен автотранспортом.  